# Dorfkirche Koblentz

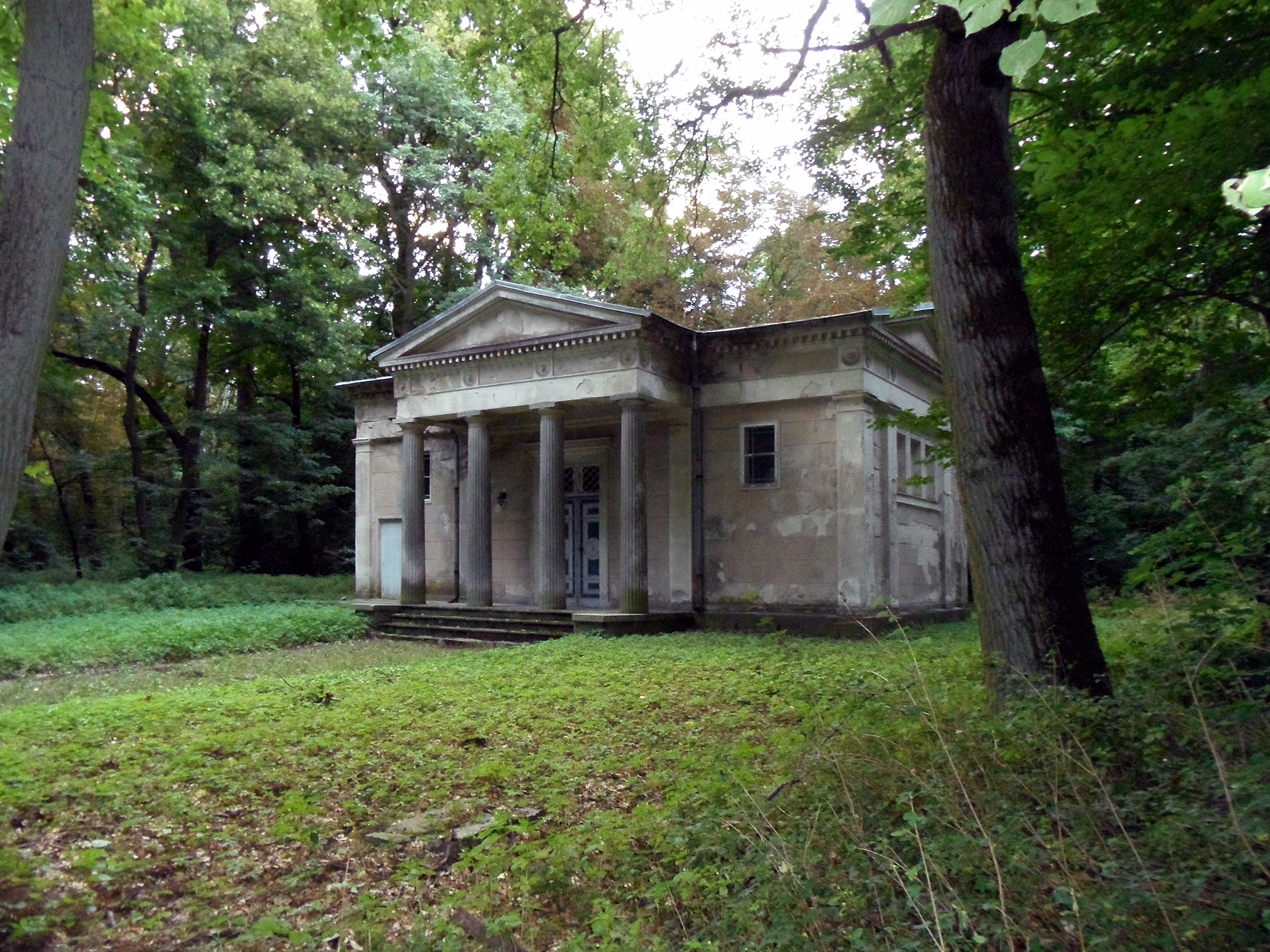
Dorfkirche Koblentz

Die Dorfkirche Koblentz war eine Kirche des Pommerschen Evangelischen Kirchenkreises in Koblentz im Landkreis Vorpommern-Greifswald. Sie wurde ursprünglich als Mausoleum der Familie von Eickstedt erbaut. Seit 1897 wurde das Gebäude als Kirche der evangelischen Gemeinde genutzt.

## Geschichte

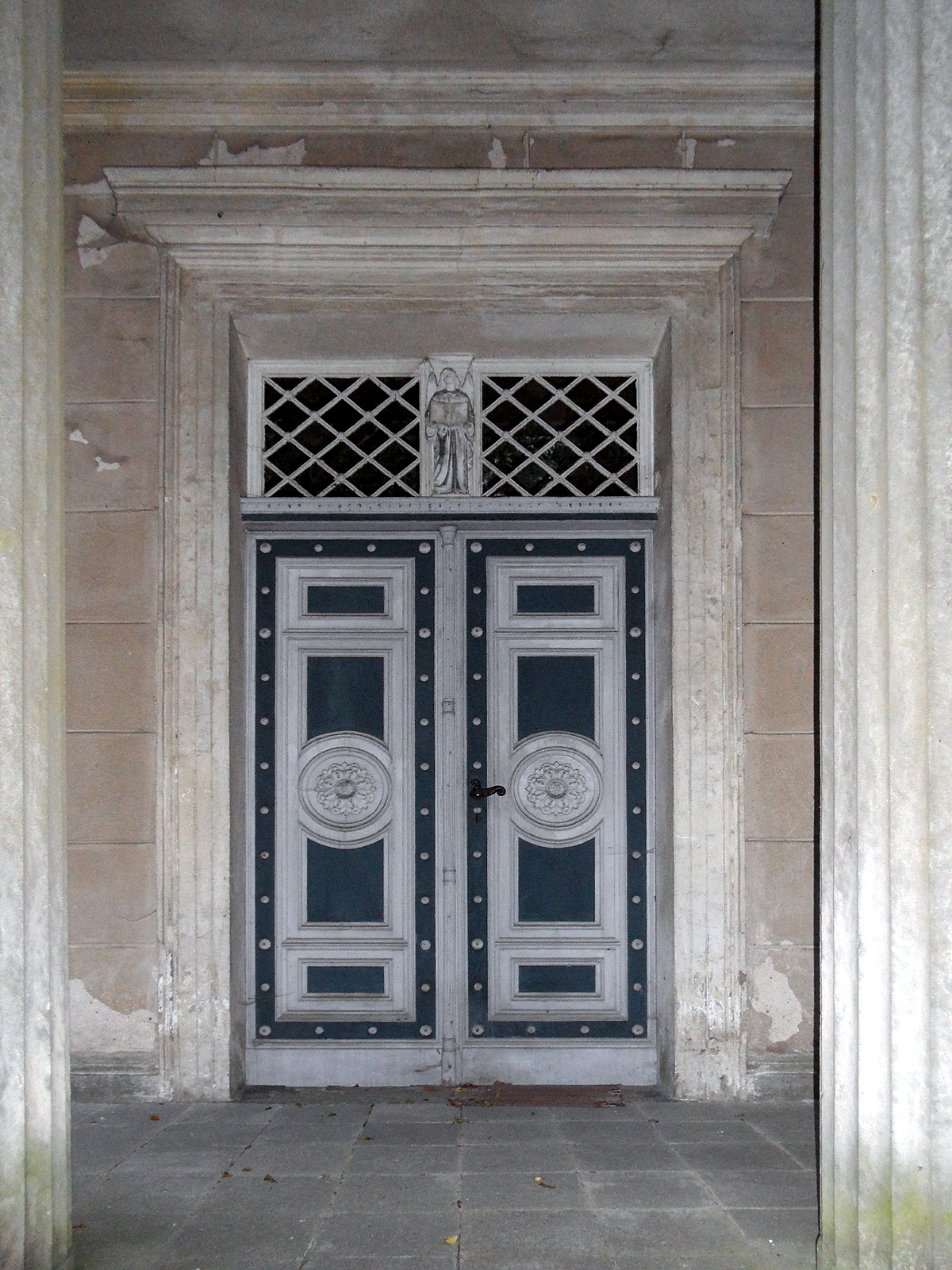
Portal

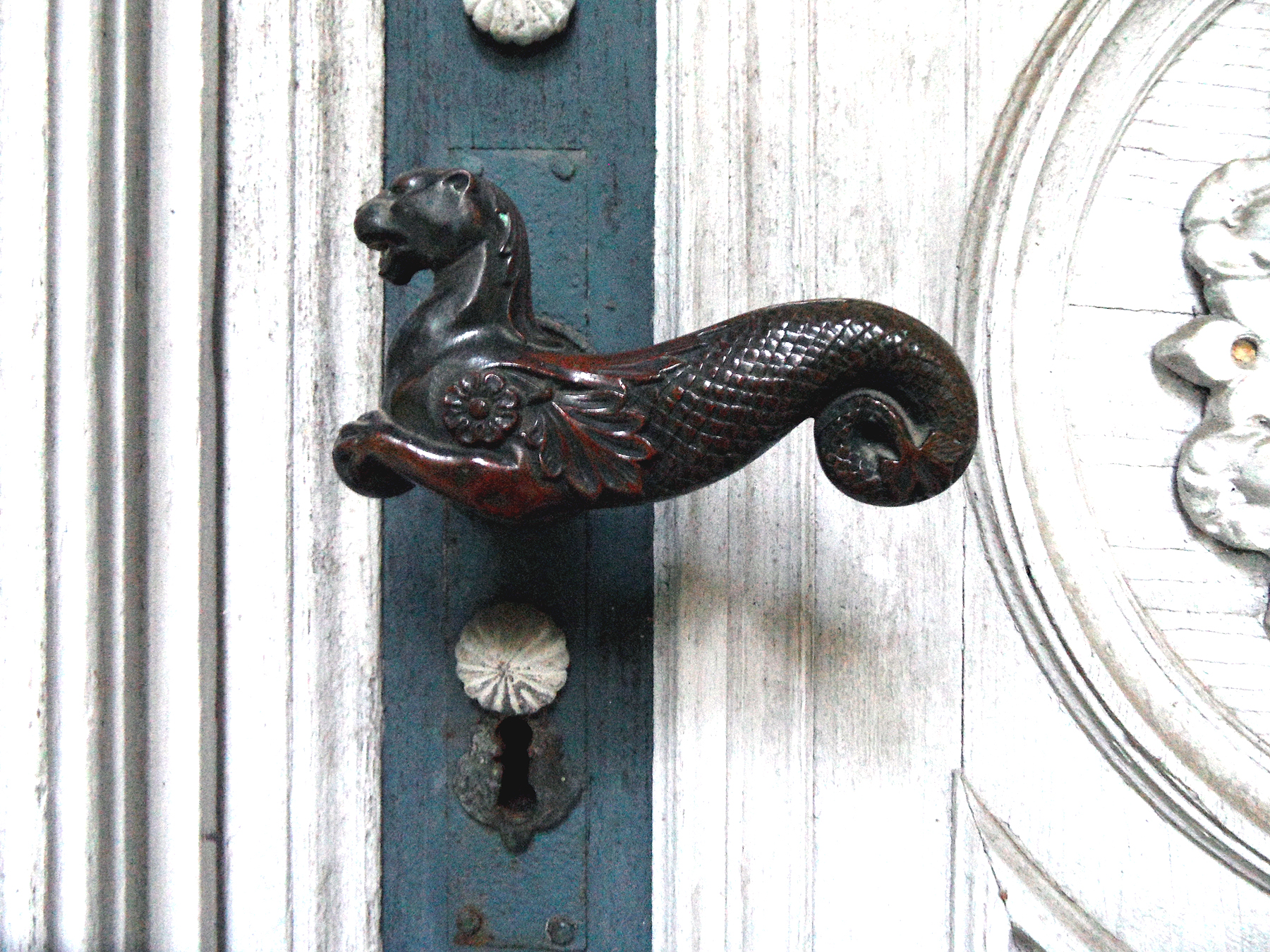
Historischer Türgriff

Die Kirchengemeinde Coblentz bestand schon 1577. Das weist das Protokoll einer Visitation aus, die auf Anordnung von Herzog Ernst Ludwig von Pommern am 2. September des genannten Jahres vorgenommen wurde. Damals allerdings war Krugsdorf „Mater“ und Koblentz „Filia“.
Krugsdorf war danach bis in die Mitte des 20. Jahrhunderts hinein Filialkirche von Koblentz, später noch ergänzt um die Filialgemeinde Uhlenkrug. Im Jahre 1940 zählte das Kirchspiel Koblentz insgesamt 1009 Gemeindeglieder, von denen 506 zur Kirchengemeinde Koblentz, 243 zur Kirchengemeinde Krugsdorf und 260 zur Kirchengemeinde Uhlenkrug gehörten. Damals lag die Pfarre Koblentz im Kirchenkreis Pasewalk im Westsprengel der Kirchenprovinz Pommern (Sitz: Stettin) der Kirche der Altpreußischen Union (Sitz: Berlin). Die Kirche wurde 1955 renoviert. 2016 wurde die kirchliche Nutzung aufgegeben und das Gebäude entwidmet.

## Baubeschreibung
Die Kirche ist ein spätklassizistischen Putzbau mit Säulenportikus. Den Entwurf fertigte Friedrich Hitzig aus. Im Innern der Kirche befindet sich eine Kassettendecke über Pfeilern. Der Kanzelaltar aus der früheren Koblentzer Dorfkirche stammt aus dem 18. Jahrhundert und ist mit reich geschnitzten Wangen und zwei weiblichen Figuren mit Wappenschilden unter dem Schalldeckel versehen. Am Kanzelkorb sind die Evangelisten und Christus an dem Kreuz dargestellt.